# Irina Vorónina
Irina Vorónina (Dzerzhinsk, Rusia, 19 de diciembre de 1977) es una modelo rusa que fue playmate de enero de 2001 de la revista Playboy. Además de su aparición en la revista también lo hizo en varios vídeos Playboy y ediciones especiales de la revista.
Vorónina se casó con el productor musical Lemel Humes, pero se divorciaron en 2008.

## Biografía
Comenzó a trabajar como modelo a los 14 años, apareciendo en un espectáculo en Sebastopol. Posteriormente fue elegida como Playmate del mes en enero de 2001 de Playboy y ha aparecido en numerosos videos Playboy. Voronina también ha modelado para otra revista para adultos, Perfect 10, y en 2005 apareció en el calendario de trajes de baño Playmates at Play at the Playboy Mansion como chica de mayo. Este fue el calendario inaugural Playmates at Play y fue fotografiado en los jardines de la Mansión Playboy en 2004. Fue el primer intento de Playboy de crear un calendario de traje de baño con Playmates sin estar desnudas similares en estilo a los de la edición Sports Illustrated Swimsuit Issue.
Ha aparecido en las películas Reno 911!: Miami y Epic Movie. También hizo apariciones regulares en el programa de Adult Swim Saul of the Mole Men (Cartoon Network), interpretando el papel de Fallopia. Sus créditos cinematográficos incluyen Balls of Fury en 2007 y Piranha 3DD en 2012 interpretando a Kiki. En 2010, Irina Voronina apareció en un episodio de iCarly titulado "iSell Penny Tees".
En 2008 fue elegida modelo de la cerveza St. Pauli Girl, un puesto mantenido en años anteriores por otras Playmates de Playboy. Vorónina tiene un papel de reparto en la serie de televisión Svetlana de HDNet.